# Parathyma tigrina
Parathyma tigrina är en fjärilsart som beskrevs av Corbet 1942. Parathyma tigrina ingår i släktet Parathyma och familjen praktfjärilar. Inga underarter finns listade i Catalogue of Life.